# Cruz (Vila Nova de Famalicão)
Cruz é uma freguesia portuguesa do município de Vila Nova de Famalicão, com 3,82 km² de área e 1651 habitantes (censo de 2021). A sua densidade populacional é 432,2 hab./km².

## Demografia
A população registada nos censos foi:
| Distribuição da População por Grupos Etários | Distribuição da População por Grupos Etários | Distribuição da População por Grupos Etários | Distribuição da População por Grupos Etários | Distribuição da População por Grupos Etários |
| -------------------------------------------- | -------------------------------------------- | -------------------------------------------- | -------------------------------------------- | -------------------------------------------- |
| Ano                                          | 0-14 Anos                                    | 15-24 Anos                                   | 25-64 Anos                                   | > 65 Anos                                    |
| 2001                                         | 281                                          | 262                                          | 924                                          | 169                                          |
| 2011                                         | 275                                          | 190                                          | 1046                                         | 227                                          |
| 2021                                         | 181                                          | 216                                          | 951                                          | 303                                          |

## História
A freguesia de Cruz situa-se a 5 km a norte da sede do concelho de Vila Nova de Famalicão, no qual se integra, fazendo fronteira com as freguesias de Lemenhe, Mouquim e Jesufrei, Gavião, Vale (São Martinho) e Vale (São Cosme), Telhado e Portela, tendo como referência a saída da A3 (Porto – Braga). Na sua área de 382 hectares, compreende os lugares de Agra, Atafona, Boavista, Bouça, Casilio, Chãzinha, Cima da Veiga, Fonte Coberta, Gavinho, Godinho, Grilo, Igreja, Moldes, Outeiro, Pindela, Pinheiral, Pousada, Ribela, Seara, Soutelo, Veiga e Venda.
Habitualmente designada por Santiago da Cruz, esta Freguesia já recebeu, em tempos recuados, as denominações de Molnes e Forca, nomeadamente nas Inquirições de 1220 - “De Santo Jacobo de Forca” - e nas de 1258 - “In Molnes solebat intrare maiordomus”.
Em documentos oficiais de 1528, surgia ainda com a designação de São Tiago da Forqua. No final do século XVI, o topónimo Forca foi substituído por Cruz. Molnes, também mencionado desde 1220, corresponde ao actual lugar de Moldes.
Santiago da Cruz pertenceu ao julgado de Vermoim, no Termo de Barcelos. Era Abadia de apresentação da Casa de Bragança, ou seja, o Abade (que tinha 400$000 réis de rendimento) era apresentado pelo Duque.
Em Cruz, situava-se o Morgadio de Pindela, cujo titular foi posteriormente elevado a visconde de Pindela. O primeiro visconde de Pindela foi João Machado Pinheiro Correia de Melo. Na povoação ainda hoje se ergue o Solar de Pindela, brasonado, com a sua majestosa torre.
Terra de extraordinárias tradições, Santiago da Cruz reuniu um espólio de interesse cultural significativo, nomeadamente a nível religioso, com a edificação de vários templos e cruzeiros, que honram e justificam o topónimo da freguesia.

## Património
A Igreja Matriz, muito antiga, foi restaurada em finais do século XVIII e merece destaque devido à existência de vários túmulos, no interior e no exterior do seu edifício, bem como pelo antiquíssimo púlpito, com base em pedra e parte superior gradeada a madeira, peça de uma rara beleza.
A Capela do Senhor dos Aflitos situa-se no lugar da Boavista. Erigida no século XIX, o seu interior reveste-se de magnífica talha dourada.
A Capela de Santo António, no lugar do Pousada, é um pequeno templo em granito, embora o exterior esteja revestido a cal. O átrio e o altar são de estilo renascentista. O tecto do átrio é suportado por seis colunas redondas e por duas de forma paralelepédica.
A Capela do Solar de Pindela é românica. Restaurada em 1661, guarda, no interior, o brasão de armas da família de Pindela. À entrada da Capela, existe um arco, também românico. O Solar foi construído junto à Capela, em 1456. Beneficiou de obras de restauro e aumento, durante o século XIX. A parte da origem da casa é manuelina e a parte acrescentada manteve o mesmo estilo manuelino.
Também fazem parte do património edificado de Cruz, o Cruzeiro da Igreja, o Cruzeiro da Capela de Santo António, o Cruzeiro do Cemitério, a Cruz da Quinta da Fonte Coberta, as Alminhas do lugar da Boavista, os Nichos da Terra da Capela do Senhor dos Aflitos e a Ponte do Grilo.
- Casa e Vincondes de Pindela, Quinta e mata de Pindela